# ロマミ州
ロマミ州(ロマミしゅう、フランス語：Lomami Province)は、コンゴ民主共和国南東部の州。
2015年の人口は204万8839人。
州都はカビンダ。

## 隣接州
- 北：マニエマ州
- 東：タンガニーカ州
- 南：上ロマミ州
- 南西：ルアラバ州
- 西：ルルア州、東カサイ州
- 北西：サンクル州

## 主要都市(2012年)
- カビンダ：21万9154人
- ムワンヌ・ディトゥ：19万5622人